# Basketbalový klub Nový Jičín
Il B.K. Nový Jičín è una società cestistica, avente sede a Nový Jičín, nella Repubblica Ceca. Fondata nel 1990, tra il 1997 e il 2007 cambiò nome in Mlékárna Kunín. Gioca nel campionato ceco.

## Palmarès
- Campionato ceco: 1

1998-1999
- Coppa della Repubblica Ceca: 5

1995, 1996, 2000, 2002, 2006
- Lega CEBL: 1

2010